# Segarra
Segarra é uma comarca da província de Lérida da Catalunha, Espanha. Tem 722,67 quilômetros quadrados de área e 21 703 habitantes. A sua capital é Cervera.

## Subdivisões
A comarca da Segarra subdivide-se nos seguintes municípios:
- Cervera
- Estaràs
- Granyanella
- Granyena de Segarra
- Guissona
- Ivorra
- Massoteres
- Montoliu de Segarra
- Montornès de Segarra
- Les Oluges
- Els Plans de Sió
- Ribera d'Ondara
- Sanaüja
- Sant Guim de Freixenet
- Sant Guim de la Plana
- Sant Ramon
- Talavera
- Tarroja de Segarra
- Torrefeta i Florejacs